# Theotimius pauliani
Theotimius pauliani là một loài bọ cánh cứng trong họ Bọ hung (Scarabaeidae).